# Røyken
Røyken – norweskie miasto i gmina leżąca w regionie Buskerud.
Røyken jest 379. norweską gminą pod względem powierzchni.

## Demografia
Według danych z roku 2005 gminę zamieszkuje 17 280 osób. Gęstość zaludnienia wynosi 154,15 os./km². Pod względem zaludnienia Røyken zajmuje 57. miejsce wśród norweskich gmin.
| ludność stan na 1 stycznia 2005 |         |           |        |
|                                 | kobiety | mężczyźni | razem  |
| osób                            | 8623    | 8657      | 17 280 |
| %                               | 49,9%   | 50,1%     | 100%   |

| wykształcenie stan na 1 października 2004 |        |         |        |        |
|                                           | podst. | średnie | wyższe | niezn. |
| osób                                      | 2207   | 7481    | 3157   | 275    |
| %                                         | 16,82% | 57,02%  | 24,06% | 2,1%   |

## Edukacja
Według danych z 1 października 2004:
- liczba szkół podstawowych (norw. grunnskolar): 11
- liczba uczniów szkół podst.: 2616

## Władze gminy
Według danych na rok 2011 administratorem gminy (norw. rådmann) jest Georg N. Smedhus, natomiast burmistrzem (norw. ordfører, d. borgermester) jest Rune Kjølstad.